# 3914 Kotogahama
3914 Kotogahama (1987 SE) là một tiểu hành tinh vành đai chính được phát hiện ngày 16 tháng 9 năm 1987 bởi T. Seki ở Geisei.